# Arrol-Johnston

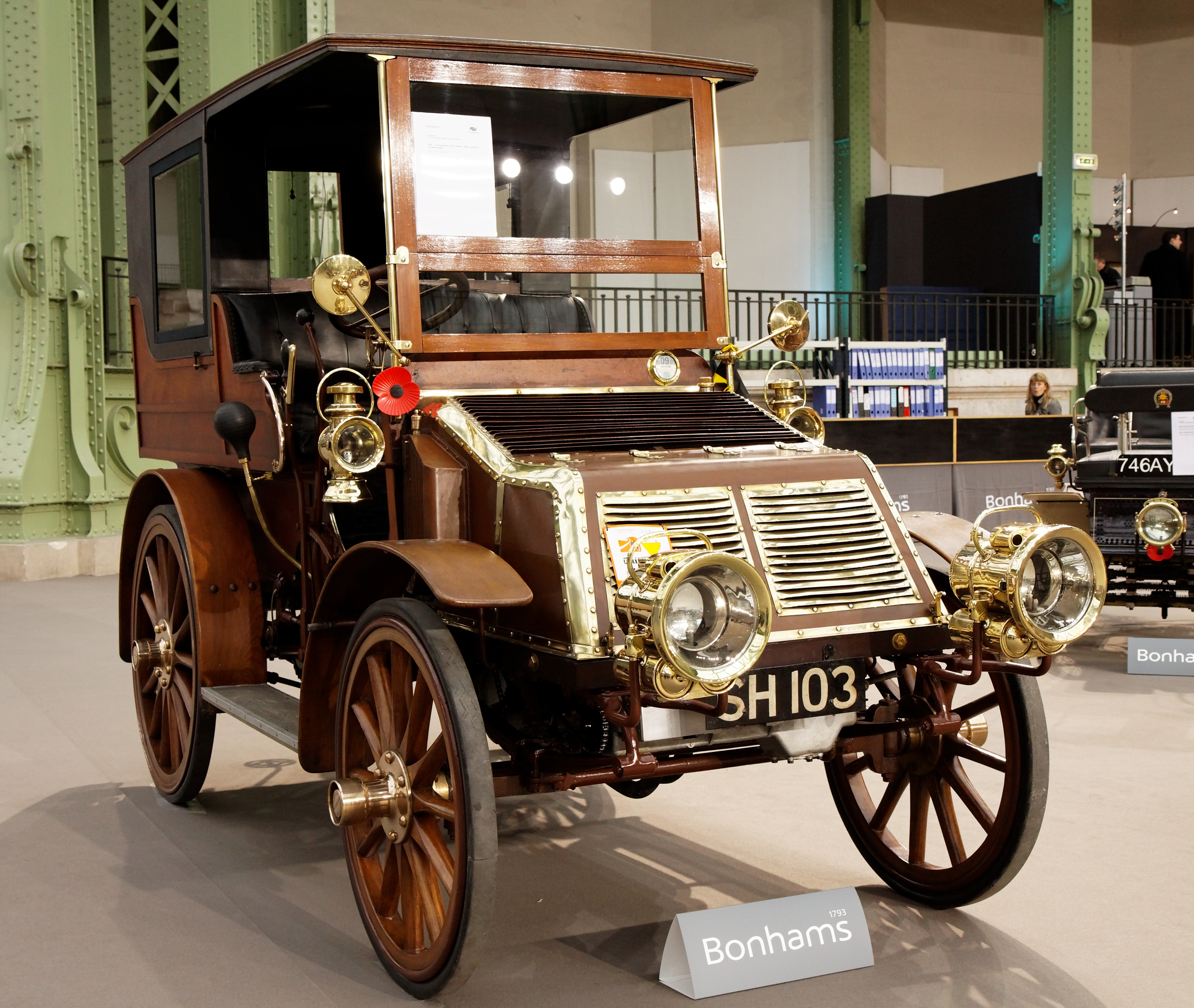
Une Arrol-Johnston 20 CV limousine à toit démontable de 1904.

Arrol-Johnston, connue plus tard sous le nom d'Arrol-Aster, est un constructeur automobile écossais actif de 1896 à 1931. Elle est à l'origine de la première automobile en Grande-Bretagne, construite par George Johnston (en) dans sa maison, Mosesfield House, située à Springburn, un quartier de Glasgow.

## Histoire
La marque est fondée par le baron Invernairn qui a fait fortune dans l'industrie de la construction navale. L'une de ses voitures parvient, en 1907, à rallier le pôle Sud au sein de l'expédition Nimrod. Ce fait d'armes popularise le constructeur et rapidement, une nouvelle usine est construite à Paisley. Ultra-moderne pour l'époque, cette usine conçue par Albert Kahn sera la première d'Europe construite en béton armé. Elle sera un temps dirigé par Thomas Pullinger, le père de l'ingénieure et pionnière Dorothée Pullinger.